# محمد حسين فضل الله
محمد حسين فضل الله (2 نوفمبر 1935 - 4 يوليو 2010) مرجع دين شيعي لبناني، ومن أعلام حركة إصلاح التراث الإسلامي. عائلته من بلدة عيناثا في جنوب لبنان، وهو نجل عبد الرؤوف فضل الله عالم الدين المعروف في جبل عامل.
ولد محمد حسين فضل الله في النجف في العراق في 19 شعبان لعام1354 هـ، وتوفي في لبنان. بدأ بالدراسة في الحوزة العلمية في سن مبكرة جداً، كان تقريباً في التاسعة من عمره، وعندما وصل إلى سن السادسة عشرةَ بدأ بحضور دروس الخارج ، يعتبر من أكثر علماء الشيعة انفتاحاً على التيارات الأخرى.

## نسبه
هو محمّد حسين بن عبد الرؤوف بن نجيب الدين بن محيي الدين بن نصر الله بن محمد بن فضل الله (وبه عُرِفَتِ الأسرة وإليه نُسِبَتْ) بن محمد بن محمد بن يوسف بن بدر الدين بن علي بن محمد بن جعفر بن يوسف بن محمد بن الحسن بن عيسى بن فاضل بن يحيى بن شرف الدين حوبان بن الحسن بن ذياب بن عبد الله بن محمد بن يحيى بن محمد بن داود بن إدريس بن داوود بن أحمد بن عبد الله بن موسى بن عبد الله بن الحسن المثنى ابن الإمام الحسن ابن الإمام علي بن أبي طالب 

## أساتذته ودراسته
نشأ فضل الله في أحضان الحوزة العلمية في النجف، وبدأ دراسته للعلوم الدينية في سنّ مبكرة جداً.. ففي حوالي التاسعة من عمره، بدأ بالدراسة على والده عبد الرؤوف فضل الله، وتدرّج حتى انخرط في دروس الخارج في سنّ السادسة عشرة تقريباً ، فحضر على كبار أساتذة الحوزة آنذاك، أمثال: المرجع الديني أبو القاسم الخوئي، والمرجع الديني محسن الحكيم، ومحمود الشاهرودي، وحسين الحلي، وحضر درس الأسفار عند الملا صدرا البادكوبي. ويُذكر في هذا المجال أن محمد باقر الصدر قد أخذ تقريرات بحث فضل الله إلى الخوئي لكي يُطلعه على مدى الفضل الذي كان يتمتع به، فأعطاه الخوئي وكالة لقبض الأموال الشرعية، فكانت وكالته المطلقة له في الأمور التي تناط بالمجتهد العالم. ثم بدأ بعد ذلك بالتدريس العلمي حيث أصبح أستاذاً للفقه والأصول في حوزة في النجف وقد شرع في تدريس بحث الخارج منذ ما يقارب العشرين عاماً وحضر درسه العديد من الطلاب من شتى أنحاء العالم الإسلامي عموماً والعربي على وجه الخصوص.

## نشاطاته

### في العراق
وكما اهتمّ فضل الله بالدراسة الدينية الحوزوية، اهتمّ بالنشاط الثقافي في النجف، فانتُخب عضواً في المجمع الثقافي لمنتدى النشر.
وقد أصدر مع بعض زملائه، ومنهم محمد مهدي الحكيم، نجل المرجع محسن الحكيم، مجلة خطّية باسم «الأدب».
وعندما أصدرت جماعة العلماء في النجف مجلة (الأضواء) سنة 1380ه، وهي مجلة ثقافية إسلامية ملتزمة، كان سماحته أحد المشرفين عليها مع محمد باقر الصدر والشيخ محمد مهدي شمس الدين.. حيث ان الصدر كان يكتب الافتتاحية الأولى فيها وفضل الله الصفحة الثانية وقد جُمِّعَت هذه المقالات في كتاب «قضايانا على ضوء الإسلام».
عندما غادر النجف نقل عن محمد باقر الصدر أنه قال: كل من خرج من النجف خسر النجف إلا السيد فضل الله خسره النجف.

### في لبنان
انتقل محمد حسين فضل الله من العراق إلى لبنان في سنة 1966 بناء على طلب الناس، وبدأ نشاطه التبليغي في مسجد الإمام علي في النبعة، وأسس هناك حوزة المعهد الشرعي الإسلامي. وقد أنشأ عدة جمعيات خيرية ومقرات للأيتام والمستشفيات الخيرية مما زاد من شعبيته.
بعدها اتخذ من مسجد الرضا في بئر العبد مركزًا تبليغيًا ومنبرًا لنشر الوعي والثقافة. كما عمل على نشر فكر وإرشادات الخميني. وحث الشباب على الجهاد في وجه الظلم والاحتلال. ما ساهم في توعية وتربية جيل الشباب المسلم في لبنان، الأمر الذي شكل بيئة حاضنة لولادة الأحزاب الدينية وأبرزها حزب الله.
منذ 1966 بدأ بتدريس «البحث الخارج» حضر عنده العديد من طلاب العلوم الدينية أبرزهم:
| - راغب حرب - علي محمود كريم - جعفر الشاخوري البحراني - عبد المحسن السراوي - منير علي خان - نعيم قاسم - الشيخ الأحمدي - محمد علي فضل الله - حسين الخشن - علي فضل الله - يوسف عمرو | - ياسر عودة - جهاد فرحات - محمد طاهر الحسيني - محسن عطوي - احمد كوراني - حسين الراضي - علي مرعي - جعفر فضل الله - نجيب خلف - الشيخ علي سليم - الشيخ حسين عبد الله |

وبالإضافة إلى درس الخارج في بيروت، شرع بتدريس الخارج في حوزة المرتضى في دمشق/سوريا، في يومي السبت والأحد من كل أسبوع، يحضره العديد من طلاب العلم وأساتذة الحوزة، من العراقيين والخليجيين بشكل خاص، ممن هاجروا إلى الشام وأقاموا في جوارالسيدة زينب وقد درّس سماحته في أبواب مختلفة من الفقه، وطبع من تقريراته كتاب «فقه الإجارة»، وفقه الشركة، وفقه مناسك الحج.

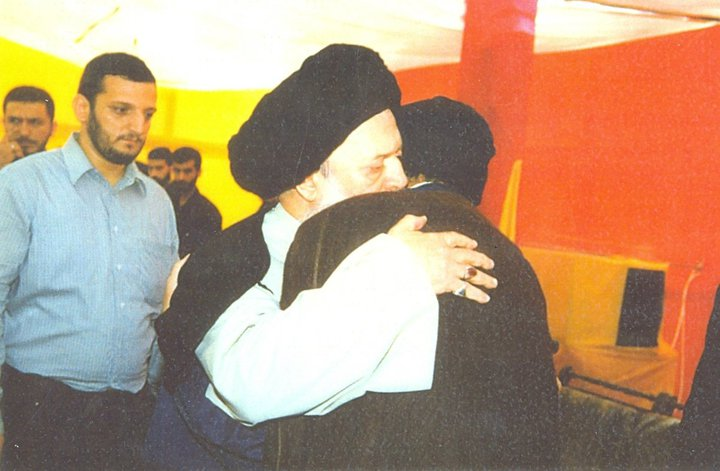
فضل الله يحتضن حسن نصر الله في حفل تأبين ابنه هادي نصر الله

- كان من أبرز الذين ساهموا في تأسيس المجلس الإسلامي الشيعي الأعلى في لبنان إلى جانب موسى الصدر.
- دعم وموَّل السيد عباس الموسوي (الأمين العام الأسبق لحزب الله) في إنشاء الحوزة العلمية في البقاع.
- خصص قسماً من الحقوق والأموال الشرعية التي كانت ترد إلى مكتبه لدعم الحركات المقاومة في لبنان وفلسطين.
- حمل هم القضية الفلسطينية واعتبرها القضية المركزية التي يجب أن يتوحد المسلمون في سبيل الدفاع عنها.
- ناصر الثورة الإسلامية في إيران في عهد الخميني وخلفه الخامنئي.
- دعم الحركات المقاومة في لبنان وخاصة حزب الله حتى كان يوصف بالمرشد الروحي لحزب الله، وفي 01 مارس 1998 أكد أن وصفه بأنه (المرشد الروحي لحزب الله) ليس دقيقاً بالمعنى التنظيمي.[10]
- تعرض لمحاولات اغتيال عديدة كان أبرزها متفجرة بئر العبد عام 1985. وقُصِف بيته في حرب تموز عام 2006 من قبل الجيش الإسرائيلي.
- كان له الدور البارز في إسقاط اتفاقية 17 ايار عام 1983 بين دولة إسرائيل والدولة اللبنانية.
- عام 1996 بدأ بإقامة صلاة الجمعة في مسجد الامامين الحسنين في الضاحية الجنوبية لمدينة بيروت.
- عام 1997 أعلن عن تصديه للمرجعية الدينية، وطرح رسالته العملية.
- كان له الدور البارز في كسر الجمود وتفعيل الحوار بين الأديان والمذاهب، كما كان أحد أبرز أعضاء المجمع العالمي للتقريب بين المذاهب.
- شارك في العديد من الندوات والمؤتمرات في لبنان وإيران ومصر وأفغانستان والولايات المتحدة الأمريكية وسوريا.

## مرجعيته وفكره

### الاجتهاد والمرجعية
شهد بعض رجال الدين الشيعة لفضل الله بالاجتهاد والقدرة على الاستنباط مما يخوله لأن يكون مرجعاً، وممن شهد له بذلك:
| - محمد محمد صادق الصدر - حسين علي المنتظري - محمد علامي هشترودي - محمد مفتي الشيعة - إبراهيم الجناتي - محمد إبراهيم الانصاري الاراكي - أحمد الحسني البغدادي - محمد حسين النجفي - ناصر مكارم الشيرازي - محمد اليعقوبي - يوسف الصانعي - حسين الصدر - محمد محمد طاهر آل شبير الخاقاني - قاسم الطائي - الدكتور عبد الهادي الفضلي - محمد علي التسخيري - محمد مهدي الأصفي - محمد الموسوي البجنوردي - محمد الصادقي الطهراني - محمد هادي معرفت - مرتضى العسكري | - حسن الأبطحي - إبراهيم الدماوندي - جلال الدين الطاهري الأصفهاني - حسين المؤيد - حسين الراضي - محمد باقر الناصري - محمد مهدي الخالصي - عبد اللطيف بري - عفيف النابلسي - عيسى قاسم - محمد علي كرامي القمي - السيد رضا حسيني نسب - ساجد النقوي - محمد علي العمري - علي العفي - عبد الله الغريفي - علي الناصر - مرتضى القزويني - علي مير حسيني الآشكوري. - والعديد من العلماء والمراجع. |

يلخص الدكتور عبد الجبار الرفاعي فكر فضل الله وتعامله مع التراث والتاريخ الإسلامي بقوله: «كان هاجس كتابات فضل الله هو الرّاهن، وما يحفل به الاجتماع الإسلاميّ من تناقضاتٍ وملابساتٍ ومشكلات، فيسعى إلى اكتشافها وتحليلها ونقدها. لم يقع أسير تمجيد السّلف، والثّناء على أخطاء التّاريخ، والانشغال بتحويل الهزائم إلى انتصارات، وتقديس كلّ ما يتضمّنه التّراث، وإنما تسلّح بمنظورٍ نقديّ حجاجيّ، لا يخشى من مقاربة الموروث والواقع برؤيةٍ تحليليّةٍ نقديّة، والوقوف على ما يكتنفه من ثغراتٍ بكلّ جرأة. 
لا يكفّ السيّد فضل الله في محاضراته وخطبه وكتاباته عن النّقد والمراجعة، وقد تعلّمت منه مثلما تعلّم غيري من شباب الحركة الإسلاميّة وقتئذٍ، التّفكير النقديّ، والمغامرة في إثارة الاستفهامات ، فقد كان مسكوناً بالتّساؤل، وظلّ  يشدّد على ضرورة طرح الأسئلة، ويحثّ على أنّ السّؤال مفتاح المعرفة، وما من سؤال إلا وله أجوبة . لقد خرجت من السّجن المعرفيّ الأوّل بمطالعتي لآثاره.»

فضل الله مع والده عبد الرؤوف وأخوه محمد علي وابن أخته عبد الصاحب والشيخ راغب حرب في الحج عام 1977

### تفسير القرآن
من مؤلفات فضل الله كتاب تفسير من وحي القرآن، عبارة عن 20 مجلد. ويعتبر من أبرز تفاسير القرآن الكريم في القرن الرابع عشر هجري. وهذا ما شهد به الكثير من العلماء والمراجع المختصين في البحوث القرآنية وأبرزهم:
- جعفر السبحاني وقد ذكر ذلك في كتابه مفاهيم القرآن عند تعداده أعلام التفسير في القرن الرابع عشر هجري، حيث قال: «العلامة الحجة السيد محمد حسين فضل الله، من أكابر علماء لبنان، له «من وحي القرآن» خرج في عشرين جزءاً.»[14]
- محمد هادي معرفت وقد ذكر ذلك في كتابه التفسير والمفسرون في ثوبه القشيب الجزء الثاني حيث قال: «من وحي القرآن تـفـسير تربوي اجتماعي شامل ، ويعد من اروع التفاسير الجامعة ، النابعة من روح حركية نابضة بـالـحـيـوية الإسلامية العريقة انطلق فيه المؤلف هو السيد محمد حسين فضل اللّه ، من ألمع علماء الاسـلام فـي الـقطر اللبناني يعمل في احياء الجو القرآني في كل مجالات الحياة المادية والمعنوية ، نـظـير ما صنعه سيد قطب في تفسيره ((في ظلال ))، مضيفا عليه تعاليم صادرة عن اهل البيت في تربية الجيل المسلم ، ومتناسبا مع كل دور من ادوار الزمان .» [15]
- وصدر العديد من المؤلفات التي اهتمت بتسليط الضوء على تفسير من وحي القرآن والمنهج العلمي المعتمد فيه لتفسير الآيات القرآنية، ومنها:

- السيد محمد حسين فضل الله مفسراً لمحمد طاهر الحسيني.
- مفاهيم حركية من وحي القرآن للشيخ علي حسين غلوم.

### الانتقاد الشيعي
بعد تصديه للمرجعية، تعرض محمد حسين فضل الله للانتقاد من قبل عدد من مراجع الشيعة وعلمائهم، بسبب اختلافه معهم في تحديد بعض تفاصيل وجزئيات العقيدة الشيعية وتشكيكه ببعض الحوادث التاريخية، ومما انتقد فيه:
- يُتهم فضل الله بإنكار حادثة كسر ضلع فاطمة الزهراء، حيث يعد الشيعة هذه الحادثة من المسلَّمات التاريخية، إلا أن فضل الله يقول أن رأيه هو التشكيك في الحادثة، وليس إنكارها.
- إنكار الولاية التكوينية. وقد أورد أدلته على ذلك في بحث استدلالي باسم «نظرة إسلامية حول الولاية التكوينية».
- تحديد أول الشهور عبر الحسابات الفلكية، حيث ان الشيعة يعتمدون على رؤية الهلال اما بالعين المجردة أو بالعين المسلحة.
- رفض وتحريم مبدأ اللعن والسب والتوجه بالإساءة إلى بعض أصحاب النبي محمد أمثال أبي بكر وعمر بن الخطاب وعائشة بنت أبي بكر؛ حيث يأخذ الشيعة الاثنا عشرية موقفاً سلبياً منهم.

هذا بالإضافة إلى اعتباره أن فاطمة الزهراء مربية ناجحة والظروف التي حولها هي التي مكنت لها هذه المكانة، فهو يعتبر أن أي امرأة تستطيع أن تصل إلى مرتبة الزهراء.
كان المرجع الإيراني جواد التبريزي من جملة من انتقدوا فضل الله، فأصدر عدداً من الفتاوى والبيانات الموجهة ضد فضل الله، وقد وصفه بـ”الضال المضل“، كما حرم تقليده، وقراءة كتبه والترويج لها. وكذلك المرجع حسين وحيد الخراساني كان من المراجع الإيرانيين الذين انتقدوا فضل الله، وقد عبر في إحدى رسائله عن عقيدة فضل الله بأنها ”إضلال عن سبيل الله وإفساد في العقائد الحقة“.
بالإضافة إلى الشيخ فاضل اللنكراني الذي قال أن كتبه كتب ضلال، ولا يجوز الترويج لها، بالإضافة إلى الشيخ بهجت الذي قال ان الذي يقول بمقولات فضل الله هو شخص منحرف العقيدة. بالإضافة إلى الكثير من العلماء والمراجع. وبعض الشخصيات كمحمد باقر الحكيم الذي اكتفى بالقول بانه مدعي اجتهاد.
وقد انتقد جعفر مرتضى العاملي مؤسس «المركز الإسلامي للدراسات» في بيروت بقوة تشكيكات فضل الله في العقائد الشيعية في محاضراته وخطبه وكتبه، وقد ألف كتاباً اسمه «مأساة الزهراء»، ثم ألحق به كتاباً آخر باسم «خلفيات كتاب مأساة الزهراء» في عدّة مجلدات، وقد ضمّن فيها نقداً شديداً لآراء لفضل الله وأفكاره. وقد أيد العاملي لفيف من العلماء والمراجع أبرزهم محمد سعيد الحكيم والشيخ باقر شريف القرشي.
بعد أن كثرت المناولات التي تطال فضل الله اصدر علي خامنئي فتوى بحرمة الكلام أو النيل من فضل الله، واصفاً إياه بأنه من أعلام المذهب بطهارته وإيمانه وجهاده. كما أنه قال بوجوب تفعيل صلاة الجمعة التي كان يقيمها فضل الله في مسجد الحسنين في الضاحية الجنوبية لمدينة بيروت.
كما أن أحمد الوائلي وصفه في قصيدة شعرية أرسلها له تحية لديوانه قصائد للإسلام والحياة أنه كون لخصته سطور.
بعد وفاة فضل الله عدل بعض العلماء والمراجع عن انتقاده واجازوا البقاء على تقليده ومن جملة هؤلاء كاظم الحائري.

## المؤلفات
لمحمد حسين فضل الله الكثير من المؤلفات، وتتوزع هذه المؤلفات ما بين مجلدات وما بين كتيبات صغيرة منها على سبيل المثال لا الحصر:
| 1. فقه الشريعة (الرسالة العملية)، وتتألف من ثلاثة أجزاء. 2. أحكام الشريعة: ملخص لفقه الشريعة. 3. الفتاوى الواضحة: تعليق على الرسالة العملية لمحمد باقر الصدر. 4. الفقه الميسر. 5. دليل مناسك الحج. 6. كتاب الصوم. 7. المناسك الفقهية. 8. فقه الحياة. 9. تحديات المهاجر. 1. الإسلام ومنطق القوة. 2. مع الحكمة في خط الإسلام. 3. مفاهيم إسلامية. 4. قضايانا على ضوء الإسلام. 5. خطوات على طريق الإسلام. 6. إرادة القوة. 7. قضايا إسلامية معاصرة. 8. الحركة الإسلامية: هموم وقضايا. 9. الإسلاميون والتحديات المعاصرة. 10. في آفاق الحوار المسيحي الإسلامي. 11. المدنّس والمقدس. 12. للإنسان والحياة. 13. اتجاهات وأعلام. 14. أمراء وقبائل. 15. حوارات في الفكر والسياسة والاجتماع. 16. أحاديث في قضايا الاختلاف والوحدة. 1. الأخلاقيات الطيبة وأخلاقيات الحياة. 2. تحديات الإسلام بين الحداثة والمعاصرة. 3. الإسلام وقدرته على التنافس الحضاري. 4. الإسلام والمسيحية بين ذهنية الصراع وحركية اللقاء. 5. التوبة.. عودة إلى الله. 6. المرجعية وحركة الواقع. 7. رسالة الحج. 8. مسائل عقائدية. 9. الحوار بلا شروط تمرد على حالة الخوف. 10. الزهراء المعصومة أنموذج المرأة العالمي. 11. 100 سؤال وجواب. 1. تقوى الصوم. 2. بينات. 3. الجمعة منبر ومحراب. 4. صلاة الجمعة: الكلمة والموقف. 5. الندوة: عشرون جزءاً تتألف من المحاضرات الأسبوعية التي يلقيها فضل الله كل ليلة سبت في مدينة زينب بنت علي في سوريا. 1. حركة النبوة في مواجهة الانحراف. 2. أسلوب الدعوة في القرآن. 3. الحوار في القرآن. 4. من عرفان القرآن. 5. من وحي القرآن: تفسير القرآن. | 1. في رحاب دعاء كميل. 2. في رحاب دعاء مكارم الأخلاق. 3. آفاق الروح. 4. في رحاب دعاء الافتتاح. 5. مع روحانية الزمن. 1. كتاب الزهراء القدوة 2. في رحاب أهل البيت (ع)في جزأين 3. نظرة إسلامية حول عاشوراء 4. نظرة إسلامية حول الغدير 5. نظرة إسلامية حول الولاية التكوينية 6. علي ميزان الحق 7. من وحي عاشوراء 8. حديث عاشوراء 9. تأملات في آفاق الإمام الكاظم (ع) 10. على ضفاف الوصية. (شرح لوصية الإمام علي) 1. دنيا الطفل. 2. دنيا الشباب. 3. دنيا المرأة. 4. تأملات إسلامية حول المرأة. 1. يا ظلال الإسلام. 2. قصائد للإسلام والحياة. 3. على شاطئ الوجدان. 4. في دروب السبعين 1. فقه الشركة. 2. فقه المواريث. 3. رسالة في الرضاع. 4. الصيد والذباحة. 5. كتاب النكاح. (جزئين) 6. القرعة والاستخارة. 7. الوصية. 8. اليمين والعهد والنذر. 9. لا ضرر ولا ضرار. 10. كتاب الجهاد. 11. حكم الحجاب اللاصق في الوضوء والغسل. 12. ثمار البحر، نظرة فقهية حديثة. 13. الإثبات القضائي - الشهادة. 14. فقه القضاء (جزئين). 15. فقه الطلاق وتوابعه. 16. فقه الحج. 17. فقه الأطعمة والأشربة. 18. البلوغ. |

## المؤسسات الخيرية
قام محمد حسين فضل الله بإنشاء جمعية المبرات الخيرية، والتي انبثقت عنها الكثير من المدارس والمستشفيات والمعاهد الخيرية، فعلى سبيل المثال:
| - ثانوية الإمام جعفر الصادق (ع) - ثانوية الكوثر. - مدرسة الأبرار. - مدرسة الإشراق. - ثانوية البشائر. - ثانوية الرحمة. - ثانوية الإمام الجواد (ع) - ثانوية الإمام الحسن - مدرسة عيسى بن مريم - مدرسة المجتبى - مدرسة الإمام الباقر (ع) وغيرها - معهد على الأكبر المهني والتقني. - معهد دار الصادق للتربية والتعليم. - معهد الرأفة للتمريض. - مستشفى بهمن. - مستشفى السيدة الزهراء (ع). - مستشفى الإمام الحسين (ع) الطبي. - مركز العباس الصحي الثقافي. - مركز التآخي الطبي حارة حريك. - مركز التآخي الطبي عيتا الشعب. - مركز التآخي الطبي بنت جبيل. - مركز التآخي الطبي صور. - مركز التآخي الطبي الغازية. - مركز التآخي الطبي بعلبك. - مركز التآخي الطبي النبطية (قيد الإنشاء). - مركز التآخي الطبي مشغرة (قيد الإنشاء). - مستشفى التآخي الطبي جويا (قيد الإنشاء) | - مبرة الإمام الخوئي. - مبرّة السيدة خديجة. - مبرة الإمام علي (ع). - مبرة السيدة مريم. - مبرة الإمام زين العابدين (ع) - مكتب الخدمات الاجتماعية لرعاية الأيتام والفقراء بيروت. - مكتب الخدمات الاجتماعية لرعاية الأيتام والفقراء الغازية. - مكتب الخدمات الاجتماعية لرعاية الأيتام والفقراء النبطية. - مكتب الخدمات الاجتماعية لرعاية الأيتام والفقراء صور. - مكتب الخدمات الاجتماعية لرعاية الأيتام والفقراء الشهابية. - مكتب الخدمات الاجتماعية لرعاية الأيتام والفقراء بنت جبيل. - مكتب الخدمات الاجتماعية لرعاية الأيتام والفقراء عيتا الشعب. - مكتب الخدمات الاجتماعية لرعاية الأيتام والفقراء شقرا. - مكتب الخدمات الاجتماعية لرعاية الأيتام والفقراء مشغرة. - مكتب الخدمات الاجتماعية لرعاية الأيتام والفقراء بعلبك. - مكتب الخدمات الاجتماعية لرعاية الأيتام والفقراء جبيل. - مكتب الخدمات الاجتماعية لرعاية الأيتام والفقراء طرابلس. - سراج للتشخيص التربوي. - الدمج في المدراس. - ثانوية الإمام الهادي - مجمع الإمامين الحسنين عليهما السلام. - مكتبة السيد محمد حسين فضل الله العامة - المركز الإسلامي الثقافي |

## وفاته
توفي نهار الأحد الواقع في 04/07/2010 في مستشفى بهمن في حارة حريك إثر نزيف حاد أصابه في المعدة. وذلك بعد معاناة طويلة مع المرض. ودفن بجنب قاعة الزهراء الملحقة بمسجد الإمامين الحسنين في محلة حارة حريك في الضاحية الجنوبية لمدينة بيروت بعد أن صلى عليه أخوه محمد علي فضل الله.

## اقرأ أيضاً
- كمال الحيدري
- أحمد الكاتب
- أحمد القبانجي
- محمد علي الحسيني
- حركة إصلاح التراث الإسلامي

## وصلات خارجية
- محمد حسين فضل الله على موقع IMDb (الإنجليزية)
- محمد حسين فضل الله على موقع الموسوعة البريطانية (الإنجليزية)
- محمد حسين فضل الله على موقع ديسكوغز (الإنجليزية)
- محمد حسين فضل الله على موقع كينوبويسك (الروسية)
- موقع بينات: الموقع الرسمي لآية الله السيد محمد حسين فضل الله
- موقع المبرات الخيرية التابعة للسيد محمد حسين فضل الله
- الموقع الرسمي لمراكز التآخي الطبية التابعة لجمعية أسرة التآخي
- روافد: مقابلة توثيقية مع السيد محمد حسين فضل الله على قناة العربية
- الجزيرة نت: السيد فضل الله من خلال جنازته
- الجزيرة نت: المعرفة - فضل الله: صوت الاعتدال والوحدة
- إسلام أون لاين: فضل الله: أحرم سب الصحابة
- الجزيرة نت: ثقافة وفن - مجموعة شعرية للراحل فضل الله
- شهادات باجتهاد وكفائة السيد فضل الله